# أنجوس كالدر
أنجوس كالدر (بالإنجليزية: Angus Calder)‏ هو ناقد أدبي ومؤرخ وشاعر بريطاني، ولد في 5 فبراير 1942 في لندن في المملكة المتحدة، وتوفي في 5 يونيو 2008 بسبب سرطان الرئة.